# Thông tấn xã Việt Nam
Thông tấn xã Việt Nam (TTXVN) là hãng thông tấn Quốc gia trực thuộc Chính phủ Việt Nam và là cơ quan thông tin chính thức của Nhà nước Cộng hoà Xã hội Chủ nghĩa Việt Nam. TTXVN liên tục cung cấp những thông tin đề cập đến các vấn đề chính trị, kinh tế, xã hội, văn hoá, khoa học và công nghệ của Việt Nam và thế giới. TTXVN phản ánh quan điểm của Đảng Cộng sản Việt Nam và nhà nước Việt Nam về những vấn đề thời sự lớn trong nước, khu vực và trên thế giới.

## Giới thiệu
TTXVN có trụ sở chính ở số 5 Lý Thường Kiệt, Quận Hoàn Kiếm, Hà Nội. Ngoài ra, TTXVN còn có Cơ quan đại diện tại Thành phố Hồ Chí Minh và Đà Nẵng, cùng mạng lưới các cơ quan thường trú ở 63/63 tỉnh thành trong nước và 30 phân xã ở nước ngoài được bố trí khắp 5 châu lục. Tin của TTXVN bao gồm nhiều thể loại, và có một số bài được dùng đồng loạt trên các báo in của Việt Nam vì được coi là thông tin chính thức.
Ngày 15 tháng 9 năm 1945 được coi là Ngày truyền thống của TTXVN (lúc đó mang tên Việt Nam Thông tấn xã). Đây là ngày VNTTX chính thức phát đi bản Tuyên ngôn độc lập và danh sách thành viên Chính phủ Lâm thời của nước Việt Nam Dân chủ Cộng hòa bằng 3 thứ tiếng Việt, Anh và Pháp. Bản tin này được phát từ Đài phát sóng vô tuyến Bạch Mai (Hà Nội) ra toàn quốc và toàn thế giới.
TTXVN đã được Nhà nước tặng thưởng: Huân chương Sao Vàng, Huân chương Hồ Chí Minh (2 lần), Huân chương Độc lập Hạng nhất, Huân chương Kháng chiến hạng nhất, Huân chương Thành đồng Tổ quốc hạng Nhất, Huân chương Giải phóng hạng Nhất và nhiều huân, huy chương cao quý khác của Việt Nam và nước ngoài. TTXVN là cơ quan báo chí duy nhất ở Việt Nam được phong tặng hai danh hiệu Anh hùng: Anh hùng lao động thời kỳ đổi mới và Anh hùng các lực lượng vũ trang nhân dân trong thời kỳ kháng chiến cứu quốc.
TTXVN là thành viên Tổ chức Thông tấn xã các nước Không liên kết (NANAP), thành viên Tổ chức các thông tấn xã châu Á, Thái Bình Dương (OANA) và là Ủy viên Ban Chấp hành OANA, thành viên Tổ chức các hãng thông tấn thế giới. TTXVN hiện có quan hệ hợp tác song phương và đa phương với gần 40 hãng thông tấn và tổ chức báo chí lớn trên thế giới như AFP, Reuters, AP, ITAR-TASS, RIA Novosti, Tân Hoa xã, Yonhap, Kyodo News, Prensa Latina, Antara, Notimex, TNA, Bernama, KPL, APS, MAP, AKP, OANA, AsiaNet...
Trải qua hơn sáu thập kỷ hành trình cùng đất nước dưới sự lãnh đạo của Đảng Cộng sản Việt Nam, ngày nay TTXVN đã trở thành một trung tâm thông tin quốc gia tin cậy của Đảng và Nhà nước, một hãng thông tấn có uy tín trong khu vực, hướng tới xây dựng thành tập đoàn truyền thông. TTXVN không ngừng phát triển các hình thức truyền tin đa dạng: trang thông tin, tin truyền thanh, tin truyền hình, báo giấy, báo mạng...

## Lịch sử hình thành và phát triển
Tiền thân của Thông tấn xã Việt Nam là Nha Thông tin (Bộ Thông tin, Tuyên truyền).
- 23 tháng 8 năm 1945, ngày làm việc đầu tiên.
- 15 tháng 9 năm 1945, phát sóng bản Tuyên ngôn Độc lập và danh sách thành viên Chính phủ Lâm thời nước Việt Nam Dân chủ Cộng hoà.
- 1946, đặt văn phòng đại diện tại Bangkok (Thái Lan).
- 6 tháng 1 năm 1946, ra bản tin tiếng Pháp.
- Tháng 8 năm 1946, ra bản tin tiếng Anh.
- 20 giờ, 19 tháng 12 năm 1946, phát "Lời kêu gọi toàn quốc kháng chiến" của Chủ tịch Hồ Chí Minh.
- Lên chiến khu Việt Bắc, thực hiện tiêu thổ kháng chiến.
- Tháng 3 năm 1947, ra bản tin tiếng Hoa "Việt Nam Tân Văn" tại Cao Bằng. Bản tin này chấm dứt sau khoảng 1 năm hoạt động.
- 1948, đặt văn phòng đại diện tại Rangoon (Miến Điện).
- 1949, nhận tin của các hãng thông tấn như TASS (Liên Xô) và Tân Hoa xã (Trung Quốc).
- 1952, đặt các phân xã nước ngoài lần lượt ở Bắc Kinh (Trung Quốc), Moskva (Liên Xô) và Paris (Pháp).
- Tháng 10 năm 1954, Hà Nội được giải phóng, VNTTX đặt trụ sở tại số 5 phố Lý Thường Kiệt.
- 1955, trở thành cơ quan trực thuộc Chính phủ.
- 12 tháng 10 năm 1960, Thông tấn xã Giải phóng (TTXGP) được thành lập tại chiến khu Dương Minh Châu, miền Đông Nam Bộ.
- Tháng 3 năm 1973, đổi tên thành Thông tấn xã Việt Nam.
- 1975, kết thúc 2 cuộc chiến tranh Đông Dương và chiến tranh Việt Nam, với gần 260 phóng viên và nhân viên của VNTTX và TTXGP đã tử nạn trong lúc làm nhiệm vụ.
- 1976 và 1977, hợp nhất VNTTX và TTXGP.
- Ngày 7 tháng 6 năm 2010: Thủ tướng Chính phủ Nguyễn Tấn Dũng đã ấn nút kích hoạt và đánh dấu sự ra đời chính thức của Truyền hình Thông tấn - kênh truyền hình thông tin thời sự chính luận đầu tiên tại Việt Nam.[1]
- Từ ngày 9 tháng 9 năm 2019, di chuyển trụ sở Truyền hình Thông tấn sang 33 Lê Thánh Tông, Hoàn Kiếm, Hà Nội. Đồng thời, kênh truyền hình TTXVN đổi tên kênh truyền hình thành VNews nhưng logo TTXVN vẫn được sử dụng cho logo chính.
- Từ 0:00 ngày 16 tháng 1 năm 2025, VNews chính thức dừng hoạt động và chuyển giao nhiệm vụ, chức năng về Đài Truyền hình Việt Nam (VTV) theo Nghị quyết 18 về việc sắp xếp, tinh gọn tổ chức bộ máy.

## Ban lãnh đạo đương nhiệm
- Tổng Giám đốc: Vũ Việt Trang
- Phó Tổng Giám đốc:
  1. Nguyễn Tuấn Hùng
  2. Đoàn Thị Tuyết Nhung
  3. Nguyễn Thị Sự

## Các ấn phẩm
Thông tấn xã Việt Nam thường được viết tắt trên các bản tin, ấn phẩm là TTXVN (tiếng Anh: VNA; tiếng Nga: ВИА; tiếng Tây Ban Nha: AVN; tiếng Pháp: AVI; tiếng Trung: 越通社). Các bản tin thời sự phát trực tuyến trên trang web news.vnanet.vn và hàng chục ấn phẩm khác như:

### Các bản tin hàng ngày
1. Tin thời sự trong nước
2. Tin thế giới
3. Tin nhanh
4. Tài liệu Tham khảo Đặc biệt
5. Tin Tham khảo Thế giới
6. Tin Kinh tế Tham khảo
7. Tin Kinh tế Việt Nam và Thế giới
8. Tin tiếng Anh
9. Tin tiếng Pháp
10. Tin tiếng Tây Ban Nha
11. Tin tiếng Trung
12. Tin tiếng Nga

### Các bản tin chuyên đề tuần, tháng và quý
1. Tin Kinh tế Việt Nam và Thế giới chủ nhật
2. Thông tin tư liệu (3 số/tuần)
3. Tin Kinh tế quốc tế
4. Tin Tham khảo Thế giới Chủ Nhật
5. Dư luận thế giới
6. Tài liệu tham khảo chuyên đề (tháng)
7. Các vấn đề quốc tế

### Các báo và tạp chí
1. Báo Tin tức và Dân tộc
2. Thể thao & Văn hóa
3. Việt Nam News and Law (en)
4. Le Courrier du Vietnam (Quotidien)
5. Báo Ảnh Việt Nam (với 7 ngôn ngữ: Việt, Trung, Nga, Anh, Pháp, Nhật, Tây Ban Nha)
6. Báo điện tử VietnamPlus (Vietnam+)

### Ảnh thông tấn
Hàng trăm bức ảnh thời sự trong nước và quốc tế - thông tin bằng hình ảnh của TTXVN được phát hàng ngày trên website của TTXVN.

### Kênh Truyền hình Thông tấn (VNews)
Thành lập vào ngày 7 tháng 6 năm 2010, phát sóng với thời lượng 24/24h, Kênh truyền hình Thông tấn (VNews) là kênh truyền hình chuyên biệt về tin tức, thời sự của TTXVN. VNews là Kênh truyền hình thiết yếu của quốc gia (Nghị định 06/2016/NĐ-CP), với hệ thống các bản tin thời sự đầu giờ và nhiều chuyên mục về các lĩnh vực chính trị, ngoại giao, đối ngoại, kinh tế, xã hội, văn hóa, thể thao và phổ biến kiến thức trong nước và quốc tế.
Kênh Truyền hình Thông tấn phát trên hệ thống truyền hình số mặt đất DVB-T2, truyền hình cáp, truyền hình vệ tinh, truyền hình trực tuyến (IPTV) và truyền hình Internet (AVG).
Website Truyền hình Thông tấn đăng tải Tin tức nhanh - mới - nóng nhất đang diễn ra về: kinh tế, chính trị, xã hội, thế giới, giáo dục, thể thao, văn hóa, giải trí, công nghệ.tại địa chỉ: https://vnews.gov.vn/
Từ 0:00 ngày 16 tháng 1 năm 2025, Truyền hình Thông Tấn chính thức dừng hoạt động và chuyển giao nhiệm vụ, chức năng về Đài Truyền hình Việt Nam (VTV) theo Nghị quyết 18 của Bộ Chính trị và Kế hoạch 141 của Chính phủ về việc sắp xếp, tinh gọn tổ chức bộ máy.

### Sản phẩm của Nhà Xuất bản Thông tấn
Sách chuyên khảo liên quan đến thông tin, tuyên truyền đường lối, chủ trương chính sách của Đảng và Nhà nước.

## Cơ cấu tổ chức[3]

### Đơn vị tham mưu, chức năng
- Ban Thư ký Biên tập và Quan hệ đối ngoại
- Ban Tổ chức - Cán bộ
- Ban Kế hoạch - Tài chính
- Văn phòng

### Đơn vị phục vụ thông tin
- Trung tâm Kỹ thuật Thông tấn
- Trung tâm Bồi dưỡng nghiệp vụ Thông tấn
- Trung tâm Phát triển truyền thông Thông tấn
- Trung tâm Hợp tác quốc tế Thông tấn

### Đơn vị biên tập
- Ban biên tập tin trong nước
- Ban biên tập tin thế giới
- Ban biên tập tin đối ngoại
- Ban biên tập tin kinh tế
- Ban biên tập ảnh
- Trung tâm Nội dung số và Truyền thông (VNA Media)
- Trung tâm Thông tin Tư liệu và Đồ họa

### Đơn vị khu vực
- Cơ quan TTXVN khu vực miền Trung - Tây Nguyên
- Cơ quan TTXVN khu vực phía Nam

### Báo chí, xuất bản
- Báo Tin tức và Dân tộc
- Báo Điện tử VietnamPlus
- Báo Thể thao & Văn hóa
- Báo Ảnh Việt Nam
- Báo Việt Nam News and Law
- Báo Le Courrier du Vietnam
- Nhà Xuất bản Thông tấn

## Tổng Giám đốc các thời kỳ
1. Trần Kim Xuyến: TGĐ TTXVN 1945 - 1947
2. Hoàng Tuấn: TGĐ TTXVN 1962 - 1965
3. Đào Tùng: TGĐ TTXVN 1977 - 1990
4. Đỗ Phượng: TGĐ TTXVN 1990 - 1996
5. Hồ Tiến Nghị: TGĐ TTXVN 1996 - 2001
6. Lê Quốc Trung: TGĐ TTXVN 2001 - 2006
7. Nguyễn Quốc Uy: TGĐ TTXVN 2006 - 2008
8. Trần Mai Hưởng: TGĐ TTXVN 2009 - 2011
9. Nguyễn Đức Lợi: TGĐ TTXVN 2011 - 2021
10. Vũ Việt Trang: TGĐ TTXVN 2021 - nay